# Майор Грім (фільм)
«Майор Грім» (рос. Майор Гром) — російський короткометражний супергеройський комедійний фільм 2017 року режисера Володимира Беседіна, заснований на однойменній серії коміксів російського видавництва Bubble Comics.

## Сюжет
Троє грабіжників у масках хокеїстів із мультфільму «Шайбу! Шайбу!» захоплюють банк. Ватажок вимагає менеджера з ключем від сховища. Один із грабіжників, Псих, бере гроші та починає радісно їх носити, але помічає, що бейджик у менеджера інший.
З'ясовується, що під виглядом менеджера ховається майор поліції Ігор Грім. Він вирішив прикинутися менеджером, щоб не накликати біду. Грім знешкоджує Психа і Громилу, а Ватажок тікає з грошима. Грім переслідує його і затримує після аварії машини з Водилою. У новинах повідомляють, що майор Грім запобіг пограбуванню. Перед титрами показано сцену з чумним доктором, який запалює сірник.

## Акторський склад
- Олександр Горбатов — майор Ігор Грім
- Іван Фомінов — «Ватажок»
- Антон Кузнєцов — «Псих»
- Ойсель Море Деспайгне — «Громила»
- Данила Якушев — «Водила»

## Прем'єра
Спочатку прем'єра «Майора Грома» мала відбутися в грудні 2016 року, однак через бажання продемонструвати свою роботу на Берлінському міжнародному кінофестивалі в рамках європейського кіноринку творці перенесли дату на лютий 2017 року. Перша демонстрація фільму в Росії відбулася для преси 15 лютого 2017 року в Москві, а потім 16 лютого 2017 року — у Санкт-Петербурзі.